# 미도리십자
미도리십자(株式会社ミドリ十字)는 혈액은행 사업으로 시작된 일본의 제약회사이다. 뜻은 녹십자를 뜻한다. 인수되어 미쓰비시웰파마로 바뀌었다.